# 梅甘·马拉利
梅甘·马拉利（英語：Megan Mullally，1958年11月12日—），美国女演员。曾获得黄金时段艾美奖喜剧类电视系列剧最佳女配角。